# Norbert Kamp
Norbert Kamp   (Lügde, 1927 - Brunsvic, 1999) va ser un historiador alemany, especialista en història medieval, durant molts anys president de la Universitat de Göttingen.

## Biografia
Després d'haver completat el doctorat a Göttingen, Kamp va ser becari de l'Institut Històric Germànic de Roma (Deutsches Historisches Institut Rom) del 1957 al 1961. El 1969 va obtenir l'Habilitació per a la docència a la Universitat de Münster, i a partir del 1971 va ser professor de la Universitat Tècnica de Braunschweig, de la qual va ser rector de 1976 a 1978. De 1979 a 1992 va ser també president de la Universitat de Göttingen. Malgrat els seus compromisos institucionals, va trobar temps per a una notable activitat docent a Itàlia sobre la història de l'Itàlia meridional durant el temps dels Hohenstaufen, i com a autor d'articles.
La seva obra més important és Kirche und Monarchie im staufischen Königreich Sizilien (Església i monarquia al Regne Suabi de Sicília), de la qual només es va publicar la primera secció prosopogràfica sobre bisbes.
El seu llegat científic es conserva a l'Institut Històric Alemany i en un projecte finançat i realitzat per la Fundació Gerda Henkel (Gerda Henkel Stiftung).
Norbert Kamp va ser col·laborador de l'Istituto dell'Enciclopedia Italiana, amb la redacció d'entrades incloses al Dizionario biografico degli italiani, a l'Enciclopèdia dels papes i a l'Enciclopèdia Federiciana, incloent, en els dos primers treballs, també l'entrada sobre Frederic II de Suàbia.

## Obres principals
- (amb Dieter Girgensohn) Urkunden und Inquisitionen der Stauferzeit aus Tarent, a "Quellen und Forschungen aus italienischen Archiven und Bibliotheken", XLI (1961), pp. 158-203;
- Istituzioni comunali in Viterbo nel medioevo. 1. Consoli, podestà, balivi e capitani nei secoli 12° e 13°, Agnesotti, Viterbo 1963;
- Vom Kämmerer zum Sekreten. Wirtschaftsreformen und Finanzverwaltung im staufischen Königreich Sizilien, a Probleme um Friedrich II, a cura de J. Fleckenstein, Sigmaringen 1974, pp. 56 ss.;
- Kirche und Monarchie im staufischen Königreichen Sizilien. I: Prosopographische Grundlegung: Bistümer und Bischöfe des Königreichs 1194–1266, 4 voll. (Münstersche Mittelalter-Schriften, 10. I,1-4)
  - 1: Abruzzen und Kampanien, München 1973
  - 2: Apulien und Kalabrien, München 1975
  - 3: Sizilien, München 1975
  - 4: Nachtrage und Berichtigungen, Register und Verzeichnisse, München 1982
- Politica ecclesiastica e struttura sociale nel regno svevo di Sicilia, in Archivio storico per le province napoletane, XCV (1977), pp. 9-20;
- Tradition als historische Kraft: Interdisziplinäre Forschungen zur Geschichte des frühen Mittelalters, (juntament amb Joachim Wollasch e M. Balzer), Walter de Gruyter, Berlin - New York 1982. ISBN 978-3-11-008237-1
- Monarchia ed episcopato nel Regno svevo di Sicilia, in Potere, società e popolo nell'età sveva. Atti delle VI giornate normanno-sveve (Bari-Castel del Monte-Melfi, 17-20 ottobre 1983), Bari 1985, pp. 123 ss.;
- Gli Amalfitani al servizio della monarchia nel periodo svevo del regno di Sicilia, a Documenti e realtà nel Mezzogiorno italiano in età medievale e moderna. Atti delle Giornate di studio in memoria di Jole Mazzoleni (Amalfi, 10-12 dicembre 1993), Amalfi 1995, pp. 9-37;
- Ascesa, funzione e fortuna dei funzionari scalesi nel Regno Meridionale del sec. XIII, a Scala nel Medioevo. Atti del convegno di studi (Scala, 27-28 ottobre 1995), Amalfi 1996, pp. 33-59;
- Friedrich II (juntament con Arnold Esch), Max Niemeyer Verlag, Tübingen 1996;
- Federico II e il Mezzogiorno: la costruzione sveva, in Mezzogiorno - Federico II - Mezzogiorno. Atti del Convegno internazionale di studio (Potenza-Avigliano-Castel Lagopesole-Melfi, 18-23 ottobre 1994), a cura di C.D. Fonseca, Roma 1999, pp.
- "Moneta regis". Königliche Münzstätten und königliche Münzpolitik in der Stauferzeit (Monumenta Germaniae Historica. Schriften 55), Hannover 2006 (en part basat en la seva dissertació doctoral a Göttingen del 1957). ISBN 3-7752-5755-1